# Josef Schaupper
Josef Schaupper (3. srpna 1963 Goldegg im Pongau – 11. listopadu 2000 Kitzsteinhorn, Kaprun) byl rakouský neslyšící alpský lyžař. Reprezentoval Rakousko na deaflympiádách v letech 1987, 1995 a 1999, kde získal 7 medailí včetně zlaté. Zahynul při požáru lanovky v Kaprunu dne 11. listopadu 2000 spolu s dalšími neslyšícími lyžaři.

## Kariéra
Debutoval na zimních deaflympijských hrách v roce 1987 a zúčastnil se dalších dvou závodů. Při své premiérové účasti získal tři medaile: zlatou v paralelním slalomu,, stříbrnou ve slalomu a bronzovou ve sjezdu.
Zimních deaflympijských her v roce 1991 se nezúčastnil, zúčastnil se až dalších zimních deaflympijských her v roce 1995, kde získal stříbrné medaile v obřím slalomu a superobřím slalomu. Na zimních deaflympijských hrách v roce 1999 získal opět stříbrné medaile ve slalomu a superobřím slalomu.

## Smrt
Schaupper a jeho přátelé Sandra Mayrová, Karl Hutegger a Stephan Mohr, kteří byli také neslyšícími lyžaři, byli uvězněni a zabiti při požáru ve stoupajícím vlaku v tunelu lanovky Gletscherbahn Kaprun 2 v Kaprunu. Při neštěstí zahynulo 155 lidí. V roce 2011 mu byl v Goldeggu postaven památník.